# 魏徴

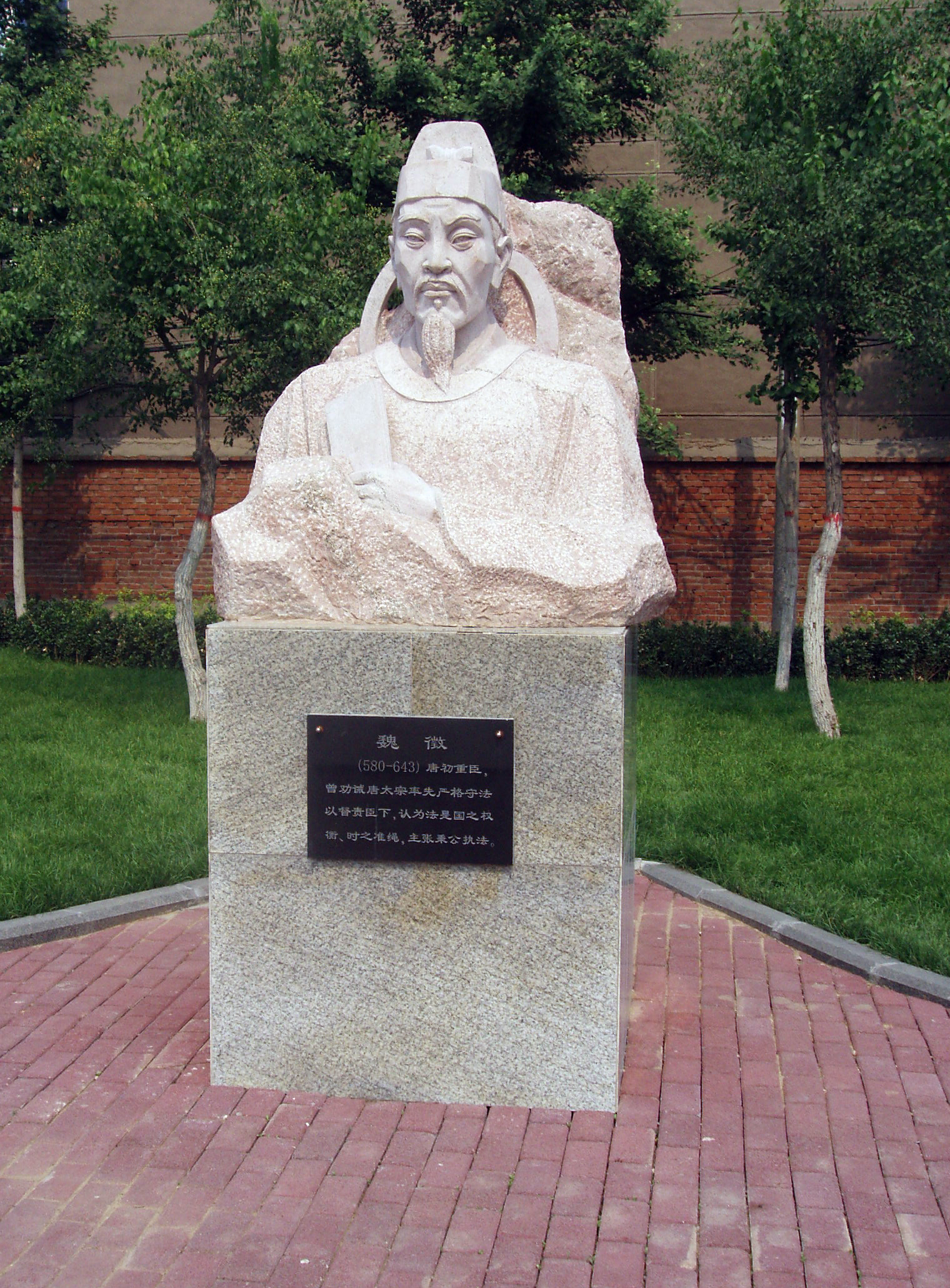
魏徴の彫像

魏 徴（ぎ ちょう、大象2年（580年） - 貞観17年1月17日（643年2月11日））は、唐の政治家。字は玄成。本貫は鉅鹿郡下曲陽県。太宗李世民に直諫したことで知られ、そのやりとりは『貞観政要』に多く載せられている。諫議大夫・左光禄大夫・秘書監・侍中を歴任して、鄭国公に封ぜられた。

## 略歴
曾祖父は北魏に仕えた魏釗。祖父の魏彦は北斉・北周に仕え、父の魏長賢は隋に仕えた。子に魏叔玉・魏叔瑜・魏叔琬・魏叔璘、娘（霍王李元軌の妻）などがいる。
若い頃は貧困であったが正業に就かず、出家して道士になった。読書を好んで広く物事に通じ、隋末に反乱集団が乱立すると合従連横の策に関心を寄せた。
反乱勢力の李密に臣従した元寶蔵の書記を務め、のちに李密に仕える。李密が王世充に敗れると彼に従って唐に身を寄せた。山東に赴いて唐に降るように働きかけ、黎陽に拠る徐世勣を帰順させた。竇建徳が黎陽を攻め落とした際に捕われの身となり、起居舍人に任じられる。唐が竇建徳を平定（虎牢の戦い）すると、隋の重臣であった裴矩を連れて唐に帰還した。
太子の李建成に召されて礼遇されたが、李建成は弟の李世民に殺害されてしまう（玄武門の変）。多くの功績を挙げ威信が高まる李世民を警戒し、李建成に早めに手を打つように忠告していたという。魏徴の直言を重んじた李世民から詹事主簿に任命され、李世民が帝位につくと諫議大夫となった。のちに秘書監・侍中などの職を転任した。
癇癪を起こした太宗を200回余りも諌めた。魏徴の家には客を迎える正堂がなかった。魏徴が病にかかった時、太宗は小さな宮殿を造ろうとしていたので、それをやめてその木材で魏徴の家に正堂を5日で造らせた。魏徴の質素な生活を尊敬していた太宗は敢えて粗末な寝具を賜った。逝去した際に、文貞公と諱された。
太宗は彼の死を非常に哀しみ、侍臣へ以下のように言ったという。
「人以銅為鏡、可以正衣冠。以古為鏡、可以見興替。以人為鏡、可以知得失。魏徴没、朕亡一鏡矣（人は銅を以て鏡と為し、以て衣冠を正すべし。古きを以て鏡と為し、以て興替を見るべし。人を以て鏡と為し、以て得失を知るべし。魏徴の没するや、朕 一鏡を亡（うしな）へり。」（『資治通鑑』巻一九六）。
太宗の命で編纂した『隋書』の序論、『梁書』・『陳書』・『北斉書』の総論など、多くの著作がある。その言論は『貞観政要』に多く収められている。「人生意気に感ず」や「中原に鹿を逐う」の句で有名な「述懐」という詩を詠んだ。

## 西遊記における魏徴
明代の白話小説『西遊記』では、魏徴は陽間（この世）と陰間（あの世）を往来できる人物として描かれ、太宗と囲碁の対局中にうたた寝した間に、天帝の命令により夢の中で涇河の龍王を処刑したことになっている。恨みを抱いた涇河龍王が太宗の夢枕に現れたため、太宗は衰弱死し、冥府めぐりを行って寿命を延ばし帰還した（詳細は西遊記の成立史）。